# Cuerpo de Músicas Militares
El Cuerpo de Músicas Militares de las Fuerzas Armadas de España es el encargado de la interpretación de música militar en los actos castrenses de las Fuerzas Armadas Españolas. Forma parte de los Cuerpos Comunes de las Fuerzas Armadas Españolas, junto con el Cuerpo Jurídico Militar, el de Intervención y el de Sanidad.

## Historia y descripción
Esta rama del Ejército nació en 1989 con la Ley 17/89 Reguladora del Régimen del Personal Militar Profesional, que centralizaba diversos cuerpos de las Fuerzas Armadas para una gestión más eficiente. El emblema de este cuerpo es una lira orlada de dos ramas de roble nervadas y frutadas, unidas por sus troncos y liadas en punta.
Los miembros del Cuerpo de Músicas Militares se agrupan en Escalas superior y básica: en la primera ostentan los empleos de teniente a teniente coronel, y en la segunda de sargento a suboficial mayor, a cuyas denominaciones se añade el término «músico».
La formación para los miembros de este cuerpo se ejerce en la Escuela de Músicas Militares, creada en 2001 y ubicada en el establecimiento militar Grupo de Escuelas de la Defensa, en Madrid. Su función es la de formar a los componentes de las unidades de música de las Fuerzas Armadas e impartir la docencia de sus dos especialidades fundamentales: dirección e instrumentista.
Para el acceso al cuerpo son necesarios una de serie de requisitos, como tener la nacionalidad española o ser mayor de edad. En cuanto a formación, para el grado de oficial es necesario: en la especialidad de dirección, tener un título superior de Música en Dirección de Orquesta o Dirección de Coro o Composición, o bien título de grado en Enseñanzas Artísticas Superiores de Música en Dirección o Composición; para instrumentista, es necesario un título superior de Música en clarinete, contrabajo, fagot, flauta travesera, oboe, percusión, saxofón, trompa, trompeta, trombón, tuba o violonchelo, o bien título de grado en Enseñanzas Artísticas Superiores de Música en interpretación con alguno de los instrumentos anteriormente mencionados. Para ser suboficial, es necesario el título de bachiller o un título de enseñanzas profesionales o superiores de música y danza.

## Unidades
- Andalucía:

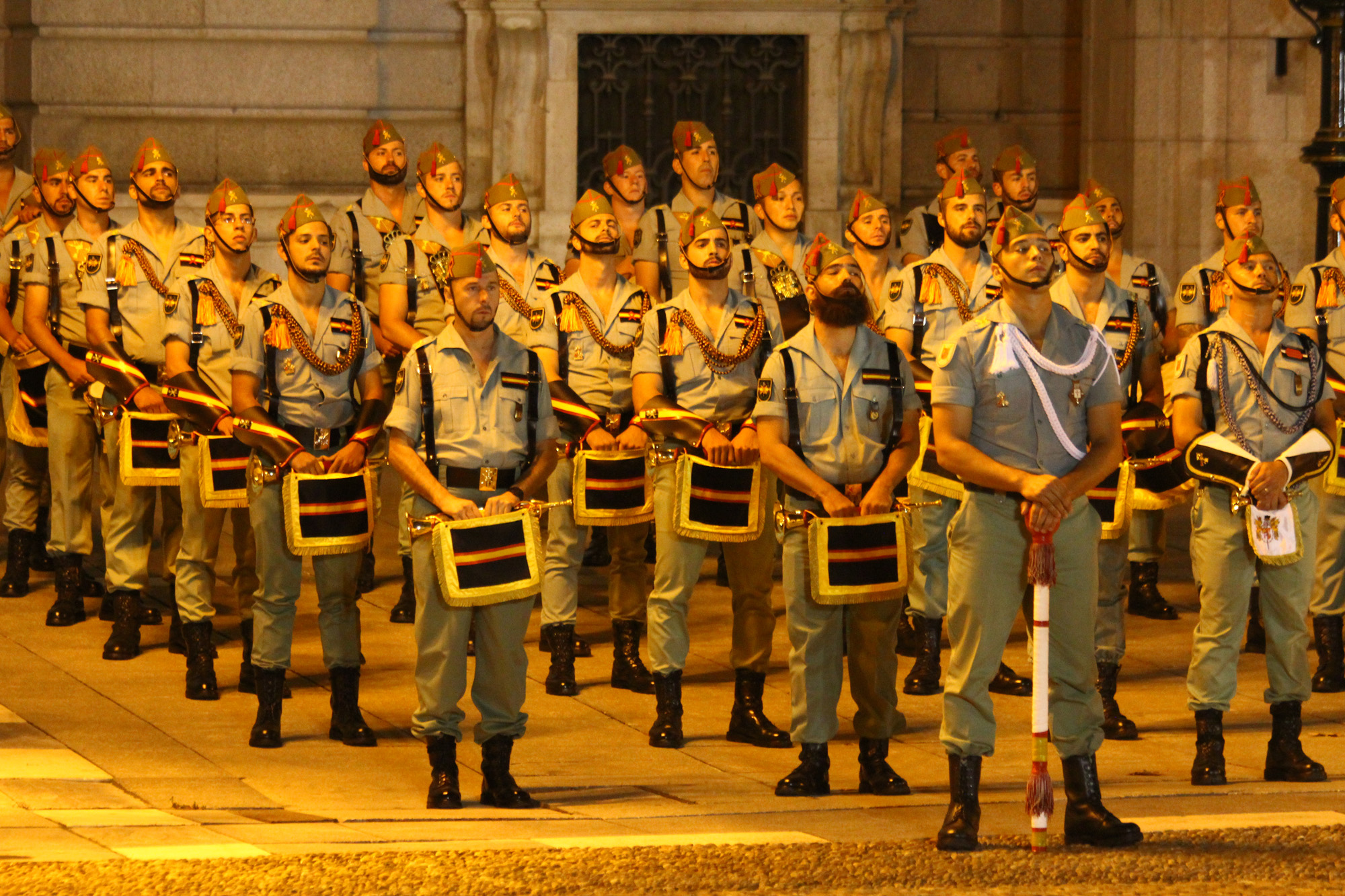
Banda de Guerra de la Brigada de Infantería Ligera "Rey Alfonso XIII" II de la Legión

  - Banda de Guerra de la Brigada de Infantería Ligera "Rey Alfonso XIII" II de la Legión
  - Banda y Música del Batallón del Mando Regional Sur
  - Unidad de Música de la Agrupación del Acuartelamiento Aéreo de Tablada
  - Unidad de Música del Tercio Sur de la Armada

- Aragón
  - Banda de Música de la Academia General Militar
  - Unidad de Música de la Agrupación Base Aérea de Zaragoza

- Baleares
  - Unidad de Música del Cuartel General de la Comandancia General de Baleares

- Canarias
  - Unidad de Música de la Jefatura de Subinspección de Canarias
  - Unidad de Música del Grupo del Cuartel General del Mando Aéreo de Canarias

- Castilla-La Mancha
  - Unidad de Música de la Academia de Infantería

- Castilla y León
  - Banda del Batallón del Cuartel General de la División Mecanizada «Brunete» n.º 1

- Ceuta
  - Unidad de Música del Batallón del Cuartel General de la Comandancia General de Ceuta

- Comunidad Valenciana
  - Unidad de Música Militar Cuartel General Terrestre de Alta Disponibilidad

- Galicia
  - Banda de Música de la Escuela Naval Militar
  - Unidad de Música de la Fuerza Logística Operativa
  - Unidad de Música del Tercio Norte de la Armada

- Madrid
  - Banda de Música de la Agrupación de Infantería de Marina de Madrid
  - Escuela de Músicas Militares
  - Unidad de Música de la Dirección General de la Guardia Civil
  - Unidad de Música de la Guardia Real
  - Unidad de Música de la Subinspección General del Ejército nº 1. Centro
  - Unidad de Música del Mando Aéreo del Centro
  - Unidad de Música del Regimiento Inmemorial del Rey n.º 1

- Melilla
  - Unidad de Música del Batallón del Cuartel General de la Comandancia General de Melilla

- Murcia
  - Unidad de Música del Mando Aéreo General
  - Banda de Música del Tercio de Levante 1874
  - Unidad de Música del Tercio de Levante de la Armada[7]